# Fêtes et jours fériés au Canada

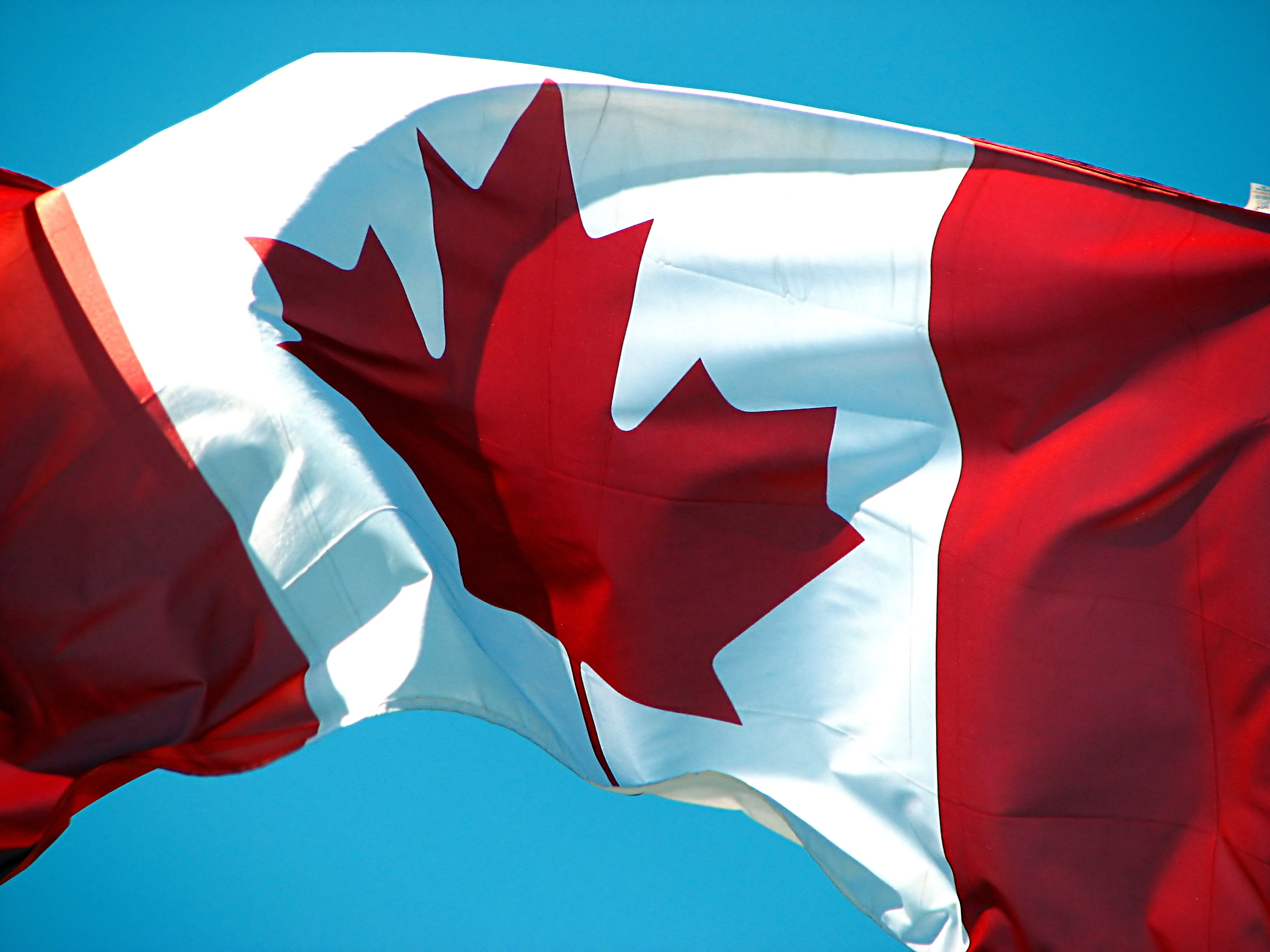
Drapeau du Canada.

Les fêtes et jours fériés au Canada sont déterminés au niveau national, provincial et territorial. 

## Récapitulatif
| Date                           | Nom français                                 | Nom anglais                                    | Provinces et territoires du Canada (identifiés par leur code ISO 3166-2) | Provinces et territoires du Canada (identifiés par leur code ISO 3166-2) | Provinces et territoires du Canada (identifiés par leur code ISO 3166-2) | Provinces et territoires du Canada (identifiés par leur code ISO 3166-2) | Provinces et territoires du Canada (identifiés par leur code ISO 3166-2) | Provinces et territoires du Canada (identifiés par leur code ISO 3166-2) | Provinces et territoires du Canada (identifiés par leur code ISO 3166-2) | Provinces et territoires du Canada (identifiés par leur code ISO 3166-2) | Provinces et territoires du Canada (identifiés par leur code ISO 3166-2) | Provinces et territoires du Canada (identifiés par leur code ISO 3166-2) | Provinces et territoires du Canada (identifiés par leur code ISO 3166-2) | Provinces et territoires du Canada (identifiés par leur code ISO 3166-2) | Provinces et territoires du Canada (identifiés par leur code ISO 3166-2) |
| Date                           | Nom français                                 | Nom anglais                                    | AB                                                                       | BC                                                                       | MB                                                                       | NB                                                                       | NL                                                                       | NT                                                                       | NÉ                                                                       | NU                                                                       | ON                                                                       | PE                                                                       | QC                                                                       | SK                                                                       | YT                                                                       |
| ------------------------------ | -------------------------------------------- | ---------------------------------------------- | ------------------------------------------------------------------------ | ------------------------------------------------------------------------ | ------------------------------------------------------------------------ | ------------------------------------------------------------------------ | ------------------------------------------------------------------------ | ------------------------------------------------------------------------ | ------------------------------------------------------------------------ | ------------------------------------------------------------------------ | ------------------------------------------------------------------------ | ------------------------------------------------------------------------ | ------------------------------------------------------------------------ | ------------------------------------------------------------------------ | ------------------------------------------------------------------------ |
| 1er janvier                    | Jour de l'an                                 | New Year's Day                                 | Oui                                                                      | Oui                                                                      | Oui                                                                      | Oui                                                                      | Oui                                                                      | Oui                                                                      | Oui                                                                      | Oui                                                                      | Oui                                                                      | Oui                                                                      | Oui                                                                      | Oui                                                                      | Oui                                                                      |
| 3e lundi de février            | Journée Louis Riel                           | Louis Riel Day                                 |                                                                          |                                                                          | Oui                                                                      |                                                                          |                                                                          |                                                                          |                                                                          |                                                                          |                                                                          |                                                                          |                                                                          |                                                                          |                                                                          |
| 3e lundi de février            | Fête des Insulaires                          | Islander Day                                   |                                                                          |                                                                          |                                                                          |                                                                          |                                                                          |                                                                          |                                                                          |                                                                          |                                                                          | Oui                                                                      |                                                                          |                                                                          |                                                                          |
| 3e lundi de février            | Fête de la famille                           | Family Day                                     | Oui                                                                      | Oui                                                                      |                                                                          | Oui                                                                      |                                                                          |                                                                          |                                                                          |                                                                          | Oui                                                                      |                                                                          |                                                                          | Oui                                                                      |                                                                          |
| 17 mars                        | Fête de la Saint-Patrick                     | Saint Patrick's Day                            |                                                                          |                                                                          |                                                                          |                                                                          | Oui                                                                      |                                                                          |                                                                          |                                                                          |                                                                          |                                                                          |                                                                          |                                                                          |                                                                          |
| Vendredi saint                 | Vendredi saint                               | Good Friday                                    | Oui                                                                      | Oui                                                                      | Oui                                                                      | Oui                                                                      | Oui                                                                      | Oui                                                                      | Oui                                                                      | Oui                                                                      | Oui                                                                      | Oui                                                                      | Oui                                                                      | Oui                                                                      | Oui                                                                      |
| Lundi de Pâques                | Lundi de Pâques                              | Easter Monday                                  | Oui                                                                      |                                                                          |                                                                          |                                                                          |                                                                          |                                                                          |                                                                          |                                                                          |                                                                          | Oui                                                                      | Oui                                                                      |                                                                          |                                                                          |
| 23 avril                       | Fête de la Saint-Georges                     | Saint George's Day                             |                                                                          |                                                                          |                                                                          |                                                                          | Oui                                                                      |                                                                          |                                                                          |                                                                          |                                                                          |                                                                          |                                                                          |                                                                          |                                                                          |
| Lundi du 24 mai (ou précédant) | Journée nationale des patriotes              | Journée nationale des patriotes                |                                                                          |                                                                          |                                                                          |                                                                          |                                                                          |                                                                          |                                                                          |                                                                          |                                                                          |                                                                          | Oui                                                                      |                                                                          |                                                                          |
| Lundi du 24 mai (ou précédant) | Fête de la Reine                             | Victoria Day                                   | Oui                                                                      | Oui                                                                      | Oui                                                                      | Oui                                                                      |                                                                          | Oui                                                                      | Oui                                                                      | Oui                                                                      | Oui                                                                      | Oui                                                                      |                                                                          | Oui                                                                      | Oui                                                                      |
| 21 juin                        | Journée nationale des Autochtones            | National Aboriginal Day                        |                                                                          |                                                                          |                                                                          |                                                                          |                                                                          | Oui                                                                      |                                                                          |                                                                          |                                                                          |                                                                          |                                                                          |                                                                          |                                                                          |
| 24 juin                        | Fête nationale du Québec                     | Fête nationale du Québec ; Saint-Jean-Baptiste |                                                                          |                                                                          |                                                                          |                                                                          |                                                                          |                                                                          |                                                                          |                                                                          |                                                                          |                                                                          | Oui                                                                      |                                                                          |                                                                          |
| 24 juin                        | Jour de la Découverte                        | Discovery Day                                  |                                                                          |                                                                          |                                                                          |                                                                          | Oui                                                                      |                                                                          |                                                                          |                                                                          |                                                                          |                                                                          |                                                                          |                                                                          | Oui                                                                      |
| 1er juillet                    | Fête du Canada                               | Canada Day                                     | Oui                                                                      | Oui                                                                      | Oui                                                                      | Oui                                                                      | Oui                                                                      | Oui                                                                      | Oui                                                                      | Oui                                                                      | Oui                                                                      | Oui                                                                      | Oui                                                                      | Oui                                                                      | Oui                                                                      |
| 9 juillet                      | Fête du Nunavut                              | Nunavut Day                                    |                                                                          |                                                                          |                                                                          |                                                                          |                                                                          |                                                                          |                                                                          | Oui                                                                      |                                                                          |                                                                          |                                                                          |                                                                          |                                                                          |
| 12 juillet                     | Fête des Orangistes                          | Orangemen's Day                                |                                                                          |                                                                          |                                                                          |                                                                          | Oui                                                                      |                                                                          |                                                                          |                                                                          |                                                                          |                                                                          |                                                                          |                                                                          |                                                                          |
| 1er lundi d'août               | Premier lundi d'août                         | Civic Holiday                                  |                                                                          |                                                                          | Oui                                                                      | Oui                                                                      |                                                                          | Oui                                                                      |                                                                          | Oui                                                                      |                                                                          |                                                                          |                                                                          |                                                                          |                                                                          |
| 1er lundi d'août               | Fête du Patrimoine                           | Heritage Day                                   | Oui                                                                      |                                                                          |                                                                          |                                                                          |                                                                          |                                                                          |                                                                          |                                                                          |                                                                          |                                                                          |                                                                          |                                                                          | Oui                                                                      |
| 1er lundi d'août               | Jour de la Fondation                         | Natal Day                                      |                                                                          |                                                                          |                                                                          |                                                                          |                                                                          |                                                                          | Oui                                                                      |                                                                          |                                                                          |                                                                          |                                                                          |                                                                          |                                                                          |
| 3e vendredi d'août             | Défilé de la Coupe d'or                      | Gold Cup Parade Day                            |                                                                          |                                                                          |                                                                          |                                                                          |                                                                          |                                                                          |                                                                          |                                                                          |                                                                          | Oui                                                                      |                                                                          |                                                                          |                                                                          |
| 1er lundi de septembre         | Fête du Travail                              | Labour Day                                     | Oui                                                                      | Oui                                                                      | Oui                                                                      | Oui                                                                      | Oui                                                                      | Oui                                                                      | Oui                                                                      | Oui                                                                      | Oui                                                                      | Oui                                                                      | Oui                                                                      | Oui                                                                      | Oui                                                                      |
| 30 septembre                   | Journée de la vérité et de la réconciliation | Truth and Reconciliation Day                   |                                                                          |                                                                          |                                                                          |                                                                          |                                                                          | Oui                                                                      |                                                                          | Oui                                                                      |                                                                          | Oui                                                                      | *                                                                        |                                                                          |                                                                          |
| 2e lundi d'octobre             | Action de grâce                              | Thanksgiving                                   | Oui                                                                      | Oui                                                                      | Oui                                                                      | Oui                                                                      |                                                                          | Oui                                                                      | Oui                                                                      | Oui                                                                      | Oui                                                                      | Oui                                                                      | Oui                                                                      | Oui                                                                      | Oui                                                                      |
| 11 novembre                    | Jour de l'armistice                          | Armistice Day                                  |                                                                          |                                                                          |                                                                          |                                                                          | Oui                                                                      |                                                                          |                                                                          |                                                                          |                                                                          |                                                                          |                                                                          |                                                                          |                                                                          |
| 11 novembre                    | Jour du Souvenir                             | Remembrance Day                                | Oui                                                                      | Oui                                                                      |                                                                          | Oui                                                                      |                                                                          | Oui                                                                      | Oui                                                                      | Oui                                                                      | Oui                                                                      | Oui                                                                      | *                                                                        | Oui                                                                      | Oui                                                                      |
| 25 décembre                    | Noël                                         | Christmas Day                                  | Oui                                                                      | Oui                                                                      | Oui                                                                      | Oui                                                                      | Oui                                                                      | Oui                                                                      | Oui                                                                      | Oui                                                                      | Oui                                                                      | Oui                                                                      | Oui                                                                      | Oui                                                                      | Oui                                                                      |
| 26 décembre                    | Boxing Day                                   | Boxing Day                                     | Oui                                                                      |                                                                          |                                                                          | Oui                                                                      |                                                                          |                                                                          | Oui                                                                      |                                                                          | Oui                                                                      | Oui                                                                      | *                                                                        |                                                                          |                                                                          |
| Total de jours de fête         | Total de jours de fête                       | Total de jours de fête                         | 12                                                                       | 9                                                                        | 9                                                                        | 11                                                                       | 10                                                                       | 10                                                                       | 10                                                                       | 9                                                                        | 10                                                                       | 12                                                                       | 13                                                                       | 9                                                                        | 10                                                                       |
| Total de jours fériés          | Total de jours fériés                        | Total de jours fériés                          | 12                                                                       | 9                                                                        | 9                                                                        | 9                                                                        | 10                                                                       | 10                                                                       | 10                                                                       | 9                                                                        | 10                                                                       | 12                                                                       | 8**                                                                      | 9                                                                        | 10                                                                       |

* Non férié au Québec, à l'exception des employés des entreprises sous réglementation fédérale, comme les banques, les entreprises de télécommunications et les compagnies de transport interprovincial.
Les cases vertes indiquent les jours fériés.
**À part dans de rares cas, le vendredi saint et le lundi de Pâques ne sont pas simultanément fériés au Québec. C'est l'employeur qui choisit lequel est chômé.

## Fêtes et traditions au Canada

### Jour de la marmotte

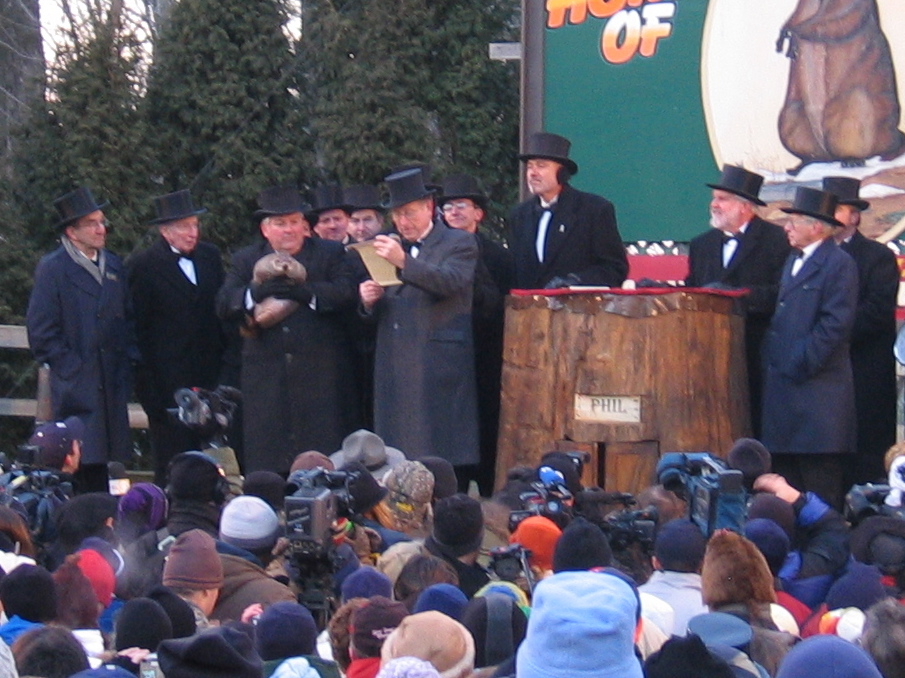
Le jour de la marmotte 2005 à Punxsutawney.

Le jour de la marmotte (anglais : Groundhog Day) est un événement célébré en Amérique du Nord le jour de la Chandeleur, soit le 2 février. Selon la tradition, ce jour-là, on doit observer l'entrée du terrier d'une marmotte. Si elle émerge et ne voit pas son ombre parce que le temps est nuageux, l'hiver finira bientôt. Par contre, si elle voit son ombre parce que le temps est lumineux et clair, elle sera effrayée et se réfugiera de nouveau dans son trou, et l'hiver continuera pendant six semaines supplémentaires.

### Jour du drapeau
Le jour du drapeau (anglais : Flag Day), nommé officiellement jour du drapeau national du Canada (National Flag of Canada Day), est célébré chaque année le 15 février, commémorant l'inauguration du drapeau du Canada à cette date en 1965.

### Fête de la Reine

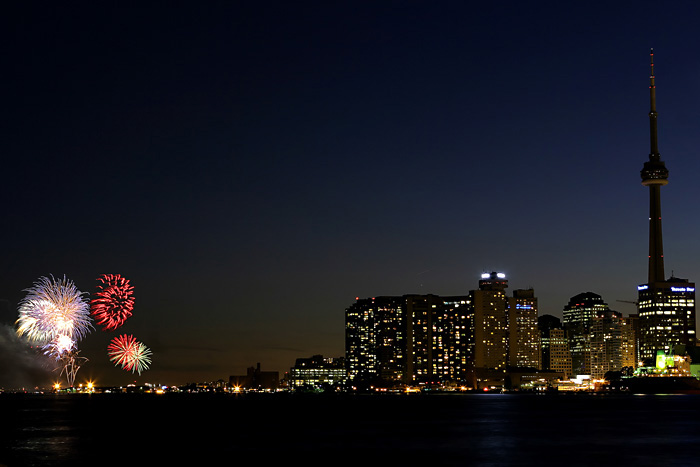
Feux d'artifice à Toronto, à l'occasion de la fête de la Reine.

La fête de la Reine ou fête de Victoria (anglais : Victoria Day) est un jour férié canadien célébré chaque année le lundi précédant le 25 mai en l'honneur de la reine Victoria. C'est également ce jour qu'est célébré l'anniversaire officiel du monarque du Canada. La fête de la Reine est aussi informellement considérée comme marquant le début de la saison d'été au Canada.
La fête existait avant la création de la Confédération canadienne : elle était célébrée à l'origine le vrai jour de l'anniversaire de la reine, le 24 mai. Alors que les monarques suivant célèbrent leur anniversaire au jour exact ou un anniversaire officiel au mois de juin, la fête de Victoria s'est maintenue au Canada. Il s'agit d'un jour chômé reconnu par le gouvernement fédéral ainsi que par six provinces et trois territoires. Au Québec, le même jour s'appelait la fête de Dollard jusqu'en 2003 où il est devenu la Journée nationale des Patriotes.

### Fête du Canada

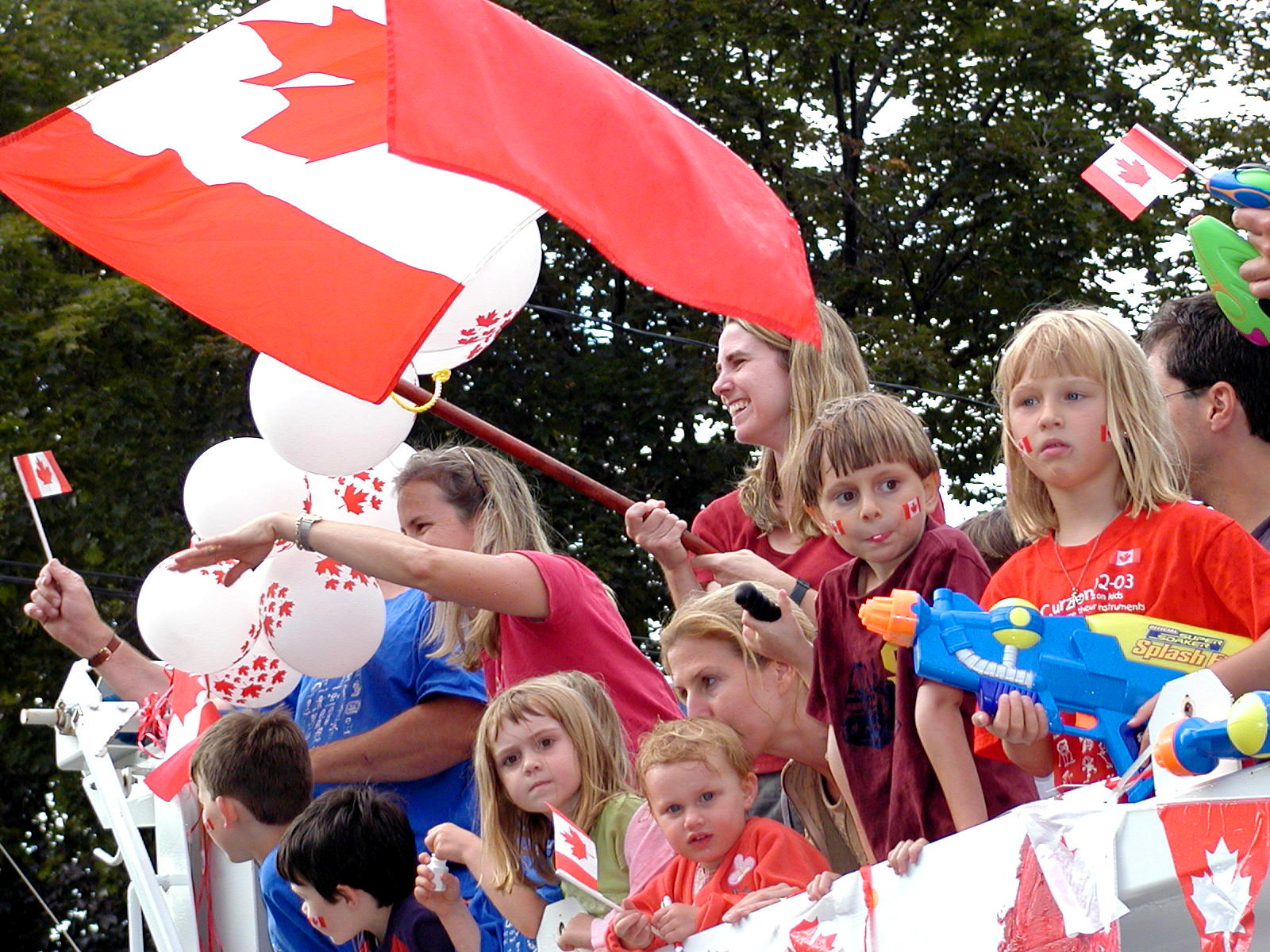
Familles assistant à la parade de la Fête du Canada, à Montréal.

La Fête du Canada (anglais : Canada Day), autrefois nommée Jour de la Confédération (anglais : Dominion Day), est la fête nationale du Canada commémorant l'indépendance du pays le 1er juillet 1867, vis-à-vis du Royaume-Uni.
Elle est célébrée le 1er juillet sauf les années où il tombe un dimanche - c'est alors officiellement le 2 juillet. Si elle tombe le 2, elle est toutefois aussi fêtée informellement le 1er. Elle concerne toutes les institutions fédérales. Des spectacles, des défilés et des feux d'artifice sont alors organisés à travers tout le pays pour célébrer l'événement.

### Action de grâce
L'Action de grâce,, dans le Canada francophone, est une fête célébrée au Canada le deuxième lundi d’octobre.
Historiquement, l'Action de grâce était un jour de fête chrétienne durant lequel on remerciait Dieu par des prières et des réjouissances pour les bonheurs que l’on avait pu recevoir pendant l’année. Au Canada, la loi du 31 janvier 1957 fait référence à « Un jour de remerciement à Dieu Tout-puissant », même si désormais cette célébration traditionnelle est aussi devenue laïque.